# Mac OS X 10.1
Mac OS X 10.1 („Puma“) ist die zweite Hauptversion von macOS, dem Desktop-Betriebssystem von Apple, das seinerzeit unter dem Namen Mac OS X eingeführt wurde. „Puma“ war dessen Codename während seiner Entwicklungsphase. Apple veröffentlichte „Puma“ am 25. September 2001, bei einer Aktualisierung der Vorversion war es kostenlos. Die Server-Version unter dem Namen Mac OS X Server 10.1, sowie dessen Aktualisierungen, erschienen erstmals zeitgleich. Die letzte Aktualisierung ist Version 10.1.5 vom 6. Juni 2002. Es folgte auf Mac OS X 10.0 („Cheetah“) und wurde von Mac OS X 10.2 „Jaguar“, veröffentlicht am 23. August 2002, abgelöst.

## Neuerungen
- Geschwindigkeitssteigerung
- Besseres CD- und DVD-Beschreiben („brennen“)
- Bessere Druckunterstützung
- Schnellere 3D-Graphik (OpenGL ist 20 % schneller)
- verbessertes AppleScript
- ColorSync 4.0
- Digitale Bilder
- DVD-Player-Software

## Kritik
Obwohl Apple mit Version 10.1 am großen Kritikpunkt der Vorgängerversion 10.0, die schlechte Performance, gearbeitet hatte, empfanden viele Anwender die Arbeitsgeschwindigkeit auch bei „Puma“ noch nicht als ausreichend. Von der Dual-Boot-Möglichkeit zum direkten Starten von Mac OS 9 haben Anwender daher damals noch zahlreich Gebrauch gemacht. Objektiv gesehen lief Mac OS X mit dieser Version bereits akzeptabel schnell, allerdings nur auf Macs mit G4-Prozessor, die es jedoch erst seit Ende 1999 bzw. bei den Top-Modellen gab.

## Systemvoraussetzungen
- Power Mac G3, G4, iMac, eMac, PowerBook G3 oder G4, oder iBook
- 128 MB RAM
- 1,5 GB freier Speicherplatz auf der Festplatte
- CD-Laufwerk zur Installation

Alte Programme, die unter Mac OS 9 laufen, werden über die Classic-Umgebung weiterhin unterstützt. Allerdings muss das für die Virtualisierung notwendige echte Mac OS 9 separat erworben werden.

## Versionsgeschichte
| Mac-OS-X-Version | Build | Erscheinungsdatum  | Anmerkung |
| ---------------- | ----- | ------------------ | --------- |
| 10.1.0           | 5G64  | 25. September 2001 | —         |
| 10.1.1           | 5M28  | 13. November 2001  | —         |
| 10.1.2           | 5P48  | 20. Dezember 2001  | —         |
| 10.1.3           | 5Q45  | 19. Februar 2002   | —         |
| 10.1.4           | 5Q125 | 17. April 2002     | —         |
| 10.1.5           | 5S60  | 6. Juni 2002       | —         |